# Coalition Gambia
Ne doit pas être confondu avec la Coalition 2016 (en).

Drapeau de la République de Gambie.

Au Luxembourg, l'expression de coalition Gambia (en luxembourgeois : Gambia-Koalitioun) ou coalition gambienne désigne une coalition centriste — dont les couleurs des partis politiques membres de la coalition rappellent celles du drapeau de la République de Gambie —, entre le Parti ouvrier socialiste luxembourgeois (LSAP), le Parti démocratique (DP) et Les Verts (déi Gréng).
Le terme provient d'un article du Luxemburger Wort publié le 16 octobre 2013, quelques jours avant les élections législatives anticipées du 20 octobre 2013. La couleur rouge représente le Parti ouvrier socialiste luxembourgeois, la couleur bleue le Parti démocratique et la couleur verte celle du parti éponyme.
« L'inventeur » du terme, le journaliste Christoph Bumb, écrit cinq ans plus tard, lorsque les négociations pour un gouvernement « Gambia II » sont en cours et que le résultat des élections législatives du 14 octobre 2018 ouvre la voie à une reconduite de la coalition, que l'ensemble avait été plutôt pensé comme une blague, qu'il n'aurait jamais espéré récupérer l'utilisation de l'expression, mais force est de constater que c'était devenu une sorte d'automatisme,.
L'idée de nommer les coalitions politiques d'après leurs couleurs respectives n'est pas nouvelle ; tel est déjà le cas en Allemagne avec la coalition en feu tricolore (elle doit son nom aux couleurs des feux de circulation, le rouge, le jaune et le vert) ou bien encore la coalition jamaïcaine (elle doit son nom aux couleurs du drapeau jamaïcain, le noir, le jaune et le vert). En Belgique, où jusqu'à six partis peuvent former une coalition, des termes encore plus exotiques apparaissent, tels que la coalition bleue-romaine ou bien encore la coalition olivier.

## Composition
| Partis | Partis | Partis                                                                                   | Sigle | Création | Positionnement et idéologie                                                              | Députés | Députés européens |
| ------ | ------ | ---------------------------------------------------------------------------------------- | ----- | -------- | ---------------------------------------------------------------------------------------- | ------- | ----------------- |
|        |        | Parti démocratique (lb) Demokratesch Partei                                              | DP    | 1955     | Centre à centre droit Libéralisme, social-libéralisme, libéral-conservatisme, europhilie | 12 / 60 | 2 / 6             |
|        |        | Parti ouvrier socialiste luxembourgeois (lb) Lëtzebuerger Sozialistesch Aarbechterpartei | LSAP  | 1902     | Centre gauche Social-démocratie, socialisme démocratique, europhilie                     | 10 / 60 | 1 / 6             |
|        |        | Les Verts (lb) déi Gréng                                                                 | Gréng | 1983     | Centre gauche Écologie politique                                                         | 9 / 60  | 1 / 6             |

## Liste des gouvernements
| Députés | Dates                                                | Premier ministre | Premier ministre   | Gouvernement          |
| ------- | ---------------------------------------------------- | ---------------- | ------------------ | --------------------- |
| 32 / 60 | 4 décembre 2013 – 5 décembre 2018 (5 ans et 1 jour)  |                  | Xavier Bettel (DP) | Bettel-Schneider      |
| 31 / 60 | Depuis le 5 décembre 2018 (6 ans, 3 mois et 9 jours) |                  | Xavier Bettel (DP) | Bettel-Schneider-Braz |